# Vizedomamt Salzburg
Das Vizedomamt Salzburg war ein hohes Verwaltungsamt im Erzstift Salzburg. Der Vizedom war für die Verwaltung der Gebiete des Erzstifts nördlich der Tauern (cis Turonem) zuständig. 

## Geschichte
Dem Vizedomamt (auch Hofmeisteramt) von Salzburg unterstanden die erzbischöflichen Besitzungen in Bayern (u. a. im Chiemgau), in Niederösterreich (Arnsdorf in der Wachau, Wölbling am Ostrand des Dunkelsteinerwaldes und Traismauer im Traisental) und im steirischen Ennstal.
Bis in das 15. Jahrhundert bekleidete meist der Bischof von Chiemsee das Vizedomamt, später war das Vizedomamt mit dem Hofmeisteramt identisch.
Für die Gebiete südlich des Tauernkamms (trans Turonem) war der Vizedom in Friesach verantwortlich. Bis 1595 bestand auch noch das Vizedomamt Leibnitz, das in diesem Jahr verkauft wurde.